# سيلينا لايف (ألبوم)
سيلينا لايف (بالإنجليزية: Selena Live!)‏ هو ألبوم حي حائز على جائزة غرامي، وصدر عن المغنية سيلينا في 4 مايو 1993. الألبوم تم تسجيله خلال حفلة في كوربوس كريستي تكساس، مسقط رأس سيلينا. وكان الحفل في استاد ميموريال في 7 فبراير 1993. الألبوم يحتوي على الموسيقى الحية في حين وجود ثلاث أغنيات الاستوديو: «ليس عليك أن تلعب»، «المكالمة الهاتفية» و«أنت سرقت قلبي» في دويتو مع إميليو نافارا. وفاز الألبوم بجائزة أفضل ألبوم مكسيكي أمريكي في عام 1994 لجائزة غرامي. تم إصدار هذا الألبوم في المكسيك تحت عنوان سيلينا ولوس دينوس -- أون فيفو. وكان الألبوم قد اعتمد بالذهب في الولايات المتحدة.

## المسار القائمة
1. "Como La Flor"/"Baila Esta Cumbia"
2. "Amame, Quiéreme"/"Siempre Estoy Pensando En Ti"
3. "Ven Conmigo"/"Perdóname"
4. "Que Creias"
5. "Si La Quieres"
6. "Porque Le Gusta Bailar Cumbia"
7. "La Carcacha"/"Besitos"
8. "Ya Ves/Las Cadenas/Yo Te Amo"
9. "No Debes Jugar"
10. "Tú Robaste Mi Corazón" دويتو مع نافار إميليو
11. "La Llamada"

### تلاحظ
- المسار 1: «لهذا كومبيا الرقص» «كومو فلور» وكتبه ابراهام كنتانيليا الثالث واسترو بيت.
- المسار 2: «أنا أفكر دائما من أنت» هو دويتو مع استرو بيت.
- المسار 3: «اغفر لي» لا تغنى بها سيلينا.
- المسار 6: «لماذا هل تريد ان الرقص؟» لا تغنى بها سيلينا.
- المسارات من 9 إلى 11: هل لا يعيش الأغاني.

## الألبوم تلاحظ
- سيلينا -- غناء
- بيت Astudillo -- غناء
- كريس بيريز -- الغيتار
- ريكي فيلا، جو أوخيدا—لوحات المفاتيح
- إبراهيم كنتانيليا الثالث وبيت—غناء احتياطية
- سوزيت كنتانيليا -- الطبول
- جو جوزمان
- ماني ر غيرا
- رودني باء

## صدر فردي
- "No Debes Jugar" # 3 الأمريكية اللاتينية الساخن اغاني
- "La Llamada" # 5 الأمريكية اللاتينية الساخن اغاني

1. "Tu Robaste Mi Corazon" # 5 الأمريكية اللاتينية الساخن اغاني

## الشهادات
ملاحظة: تستند الشهادات على عدد من الوحدات التي يتم شحنها وليس عدد النسخ التي بيعت
| البلد            | الشهادات |
| ---------------- | -------- |
| الولايات المتحدة | الذهب    |